# بالميتال، بارانا
بالميتال، بارانا هي بلدية في ولاية بارانا في المنطقة الجنوبية من البرازيل.